# Zeuxine palawensis
Zeuxine palawensis är en orkidéart som beskrevs av Takasi Tuyama. Zeuxine palawensis ingår i släktet Zeuxine och familjen orkidéer. Inga underarter finns listade i Catalogue of Life.